# Сьюзен Чапмен
Сьюзен Чапмен (англ. Susan Chapman, 17 вересня 1962) — австралійська академічна веслувальниця.
Бронзова призерка Олімпійських Ігор 1984 року в складі розпашної четвірки зі стерновою.
Переможниця Ігор Співдружності 1986 року в складі вісімки, срібна призерка 1986 року в складі розпашної четвірки зі стерновою.